# Saint-Georges-lès-Baillargeaux
Saint-Georges-lès-Baillargeaux is een gemeente in het Franse departement Vienne (regio Nouvelle-Aquitaine) en telt 3574 inwoners (2005). De plaats maakt deel uit van het arrondissement Poitiers.

## Geografie
De oppervlakte van Saint-Georges-lès-Baillargeaux bedraagt 34,0 km², de bevolkingsdichtheid is 105,1 inwoners per km².
De onderstaande kaart toont de ligging van Saint-Georges-lès-Baillargeaux met de belangrijkste infrastructuur en aangrenzende gemeenten.

## Demografie
Onderstaande figuur toont het verloop van het inwonertal (bron: INSEE-tellingen).